# Biblioteca regional de Jurong
La Biblioteca regional de Jurong (en chino: 裕廊区域图书馆; en inglés: Jurong Regional Library)  es una biblioteca pública situada en el este de Jurong, en Singapur. Fue la última biblioteca regional en ser completada después de las Tampines y Woodlands, modernizándola en el sitio donde estaba la antigua Biblioteca comunitaria del Este de Jurong, que se cerró en 2002 para los trabajos de acondicionamiento. Durante la construcción del edificio de la Biblioteca Nacional, temporalmente albergó las principales colecciones de la biblioteca hasta la apertura del nuevo edificio el 22 de julio de 2005.